# Emily Osment

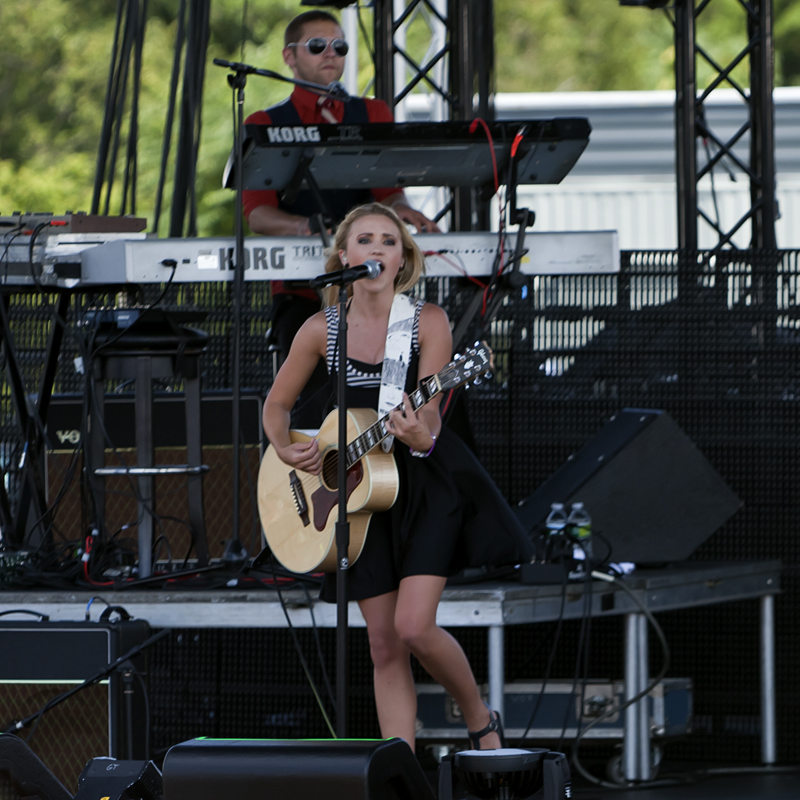
Emily w 2010 na koncercie

Emily Osment (ur. 10 marca 1992 w Los Angeles w Kalifornii) – amerykańska aktorka filmowa, piosenkarka i autorka tekstów.

## Życiorys
Emily Jordan Osment urodziła się 10 marca 1992 roku w Los Angeles, w stanie Kalifornia. Jest córką amerykańskiego aktora Michaela Eugene Osmenta oraz Theresy Osment, która jest nauczycielką języka angielskiego. Jest młodszą siostrą Haleya Joela Osmenta, znanego z głównej roli w filmie „Szósty zmysł”.
Największą sławę przyniosła Emily rola w drugiej i trzeciej części „Małych agentów” oraz w telewizyjnym serialu „Hannah Montana”, gdzie wciela się w postać najlepszej przyjaciółki głównej bohaterki Miley Stewart, czyli Lilly Truscott i zabawnej przyjaciółki Hannah, Loli Luftnagle. Emily zagrała także w filmie „Hannah Montana: The movie”.
W sierpniu 2009 roku premierę miał teledysk do pierwszej piosenki „All The Way Up” z jej debiutanckiego minialbumu, który wydano w październiku. Rok później, na przełomie września i października 2010 roku ukazał się jej debiutancki album studyjny noszący tytuł Fight Or Flight.
17 lipca 2011 roku na kanale telewizyjnym ABC Family swoją premierę miał film Cyberbully gdzie Emily zagrała główną rolę, wcielając się w Taylor Hillridge, dziewczynę która padła ofiarą internetowej przemocy. Trzy dni wcześniej, 14 lipca w Glendale w Kalifornii odbyło się spotkanie zorganizowane przez ABC Family pod nazwą „The Rally to Delete Digital Drama” na którym pojawiło się wiele sławnych osób. Podczas spotkania Emily Osment zaśpiewała między innymi utwór Drift, który został użyty w filmie.

## Filmografia
- 2014 – Young & Hungry jako Gabi
- 2013 – Dwóch i pół jako Ashley
- 2013 – Kiss me jako Shelby
- 2012 – Cziłała z Beverly Hills 3 jako Pep (głos)
- 2011 – Tess kontra chłopaki jako Emily Osment Gościnnie
- 2011 – Cyberbully jako Taylor Hillridge
- 2011 – Cziłała z Beverly Hills 2 jako Pep (głos)
- 2010 – obecnie – Kick Strach się bać jako Kendall Perkins (głos)
- 2010 – Jonas w Los Angeles jako ona sama
- 2010 – 2011 – Hannah Montana Forever jako Lilly Truscott/Lola Luftnagle
- 2009 – Suite Life: Nie ma to jak statek jako Lilly Truscott/Lola Luftnagle
- 2009 – Tatastrofa jako Melissa Morris
- 2009 – Hannah Montana: Film jako Lilly Truscott
- 2008 – Soccer Mom jako Becca
- 2008 – Surviving Sid jako Claire (głos)
- 2007 – Godziny strachu: Nie myśl o tym (R.L. Stine’s The Haunting Hour: Don’t Think About It) jako Cassie Keller
- 2006 – Holidaze: The Christmas That Almost Didn't Happen jako Trick (głos)
- 2006 – 2011 – Hannah Montana jako Lilly Truscott/Lola Luftnagle
- 2005 – Lilo i Stich 2: Mały feler Sticha (głos)
- 2003 – Mali agenci 3D: Trójwymiarowy odjazd jako Gerti Giggles
- 2002 – Mali agenci 2: Wyspa marzeń jako Gerti Giggles
- 2001 – Przyjaciele jako Lelani Mayolanofavich
- 2000 – Dotyk anioła jako Alyssa
- 2000 – Edwurd Fudwupper Fibbed Big (głos)
- 1999 – Trzecia planeta od Słońca jako Dahlia
- 1999 – The Secret Life of Girls jako Miranda Aiken
- 1999 – Rodzina Sary: Anons Cassie Witting
- 1999 – Cast and Crew jako ona sama
- 1999 – Sarah, Plain and Tall: Winter's End jako Cassie Witting
- 1997 – Just Dance (W tle)

## Dyskografia

### Albumy studyjne
| Rok  | Informacje                                                                                          | Pozycja na liście | Pozycja na liście | Pozycja na liście | Pozycja na liście |
| Rok  | Informacje                                                                                          | US                | US Heat           | BRA               | SPA               |
| ---- | --------------------------------------------------------------------------------------------------- | ----------------- | ----------------- | ----------------- | ----------------- |
| 2010 | Fight or Flight - Data: Wrzesień 28, 2010 - Wydawca: Wind-up Records - Format: CD, digital download | 170               | 2                 | 10                | 76                |

### Minialbumy
| Rok  | Informacje                                                                                          | Pozycja na liście | Pozycja na liście |
| Rok  | Informacje                                                                                          | US                | US Heat           |
| ---- | --------------------------------------------------------------------------------------------------- | ----------------- | ----------------- |
| 2009 | All the Right Wrongs - Data: Październik 26, 2009 - Wydawca: Wind-up - Format: CD, digital download | 117               | 1                 |

## Single
| All the Way Up                                                    | 2009 | – | –  | 76 | –  | –  | 156 | —  | All the Right Wrongs |
| You Are the Only One                                              | 2010 | – | –  | –  | –  | –  | –   | —  | All the Right Wrongs |
| Let's Be Friends                                                  | 2010 | – | 31 | –  | 67 | 24 | 102 | —  | Fight or Flight      |
| Lovesick                                                          | 2011 | – | –  | 66 | –  | –  | 45  | 57 | Fight or Flight      |
| Hush (z Josh Ramsay)                                              | 2011 | – | –  | 90 | –  | –  | –   | —  | -                    |
| Drift                                                             | 2011 | – | –  | –  | –  | –  | –   | —  | -                    |
| ” – „ oznacza, że utwór nie odniósł sukcesu lub nie został wydany |      |   |    |    |    |    |     |    |                      |

### Piosenki z filmów
- 2011: Drift
- 2010: Wherever I Go (duet z Miley Cyrus)
- 2009: The Hero In Me
- 2008: Once Upon A Dream
- 2007: I Don’t Think About It

### Piosenki z innymi artystami
- 2008: If I Didn't Have You (duet z Mitchel Musso) z albumu DisneyMania 6
- 2007: You’ve Got a Friend (duet z Billy Ray Cyrus) z albumu Home at Last

## Teledyski
| Rok  | Nazwa                                     | Album                                              |
| ---- | ----------------------------------------- | -------------------------------------------------- |
| 2007 | I Don’t Think About It                    | The Haunting Hour Volume One: Don’t Think About It |
| 2008 | If I Didn't Have You (with Mitchel Musso) | DisneyMania 6                                      |
| 2008 | Once Upon a Dream"                        | Princess DisneyMania                               |
| 2009 | Hero In Me                                | Disney Channel Playlist                            |
| 2009 | All the Way Up”                           | All the Right Wrongs                               |
| 2010 | You Are the Only One                      | All the Right Wrongs                               |
| 2010 | Let's Be Friends                          | Fight or Flight                                    |
| 2011 | Lovesick                                  | Fight or Flight                                    |

## Nagrody
| Rok  | Wynik     | Nagroda                  | Kategoria                                                                   | Nominacja za                        |
| ---- | --------- | ------------------------ | --------------------------------------------------------------------------- | ----------------------------------- |
| 1999 | Wygrana   | Nagroda Młodych Artystów | Best Performance in a TV Movie or Pilot – Young Actress Age Ten or Under    | Sarah, Plain and Tall: Winter's End |
| 2003 | Nominacja | Nagroda Młodych Artystów | Best Youth Ensemble in a feature film                                       | Mali agenci 2: Wyspa marzeń         |
| 2008 | Wygrana   | Nagroda Młodych Artystów | Best Youth Ensemble in a TV Series                                          | Hannah Montana                      |
| 2008 | Nominacja | Nagroda Młodych Artystów | Best Performance in a TV Movie, Miniseries or Special Leading Young Actress | Godziny strachu: Nie myśl o tym     |
| 2009 | Nominacja | Teen Choice Awards       | Choice Movie Fresh Face Female                                              | Hannah Montana: Film                |
| 2009 | Wygrana   | Teen Choice Awards       | Choice TV Sidekick                                                          | Hannah Montana                      |
| 2010 | Nominacja | People’s Choice Award    | Favorite Breakout Movie Actress                                             | Hannah Montana: Film                |
| 2010 | Wygrana   | Bravo Otto               | Shooting Star                                                               | -                                   |
| 2011 | Wygrana   | The U.G.L.Y Awards       | U.G.L.Y. Celebrity of the Year Award                                        | Cyberbully                          |